# Kanton Divion
Kanton Divion (francouzsky Canton de Divion) byl francouzský kanton v departementu Pas-de-Calais v regionu Nord-Pas-de-Calais. Tvořilo ho tři obce. Zrušen byl po reformě kantonů 2014.

## Obce kantonu
- Calonne-Ricouart
- Divion
- Marles-les-Mines